# Михайло Кушнір
Михайло Кушнір (23 серпня 1897, Станиславів, Королівство Галичини та Володдимирії, Австро - Угорщина — 08 квітня 1988, Вашинґтон, США) — український галицький публіцист, громадський і освітній діяч.

## Біографія
Народився у сім'ї Маркіяна і Михайлини в Станиславові на Прикарпатті. Протягом  1915—1918 роках служив у австрійському війську у чині поручника  30 полку піхоти. Від 4 листопада 1918 до грудня 1919 року перебував у італійському полоні. Під час окупації Польщею Галичини кілька разів був заарештований та ув’язнений. Член УВО (1922–29), ОУН (1929).  
Один із засновників Українського таємного  університету у Львові.  Навчався  у Віденському  і Мюнхенському  (1919–21) університетах; закінчив філософський факультет у Львівському університеті. (1926) 
Організатор філій товариства «Просвіта» на Станиславівщині (1926—1939) і секретар Станиславівської філії, Редактор газети «Станіславівські вісті» (1928–30). Один із відновників театру ім. І. Тобілевича у Станіславі (1928–32). Керівник  відділу культурної праці при Українському ЦК на українських землях Генерального губернаторства у Кракові і Львові (1941–45). Член військової управи дивізії «Галичина» (1943–45). 
З 1948р. проживав у США. Редактором  журналу був «Авангард» (1948–57).  Голова Спілки української  молоді США (1960–70) та Асоціації  діячів української  культури (1965–70). За участі Кушніра  засновано 7 відділів Асоціації  (5 — у США, 2 — у Канаді) і журнал «Естафета» (м. Детройт). З 1974 р.— професор Українського католицького університету в Римі, а в 1977–80 роках — у філіях Університету (Вашинґтон, Філадельфія).
Помер 8 квітня у Вашингтоні. 

## Основні праці
- Край і еміґрація. Нью-Йорк, 1966;
- Велич мистецтва й відродження культури. Торонто, 1968;
- Ґабрієль Марсель і християнський екзистенціалізм. Нью-Йорк, 1968;
- Головні основи католицької виховної ідеології. Філадельфія, 1969;
- Проблема моральності і культури в світлі католицької філософії. Йорктон, 1970;
- Перспективи українського християнського націоналізму. Філадельфія, 1973;
- СССР у вирі перемін. Нью-Йорк, 1979;
- Elements of Theological Word View in the Ukrainian I con // The millennium of ukrainian christianity. New York, 1988.[1]